# Bărăștii Iliei
Bărăștii Iliei – wieś w Rumunii, w okręgu Hunedoara, w gminie Brănișca. W 2011 roku liczyła 18 mieszkańców.